# Christoffersen Heights
Christoffersen Heights är en kulle i Antarktis. Den ligger i Västantarktis. Inget land gör anspråk på området. Toppen på Christoffersen Heights är 1 529 meter över havet.
Terrängen runt Christoffersen Heights är platt västerut, men österut är den kuperad. Trakten är obefolkad. Det finns inga samhällen i närheten. 